# Taraji P. Henson
Taraji Penda Henson (n. 11 septembrie 1970) este o actriță și cântăreață americană. A fost nominalizată la Premiile Oscar și SAG pentru rolul lui Queenie din Strania poveste a lui Benjamin Button. În 2015 a câștigat un Glob de Aur pentru interpretarea din Empire.

## Filmografie

### Film
| An   | Titlu                                                | Rol                   | Note       |
| ---- | ---------------------------------------------------- | --------------------- | ---------- |
| 2000 | The Adventures of Rocky and Bullwinkle               | Left-Wing Student     |            |
| 2000 | Satan's School for Girls                             | Paige                 |            |
| 2001 | Baby Boy                                             | Yvette                |            |
| 2002 | Enough                                               | Anna Hiller           |            |
| 2002 | Book of Love: The Definitive Reason Why Men Are Dogs | Date #4/Ghetto Girl   |            |
| 2004 | Hair Show                                            | Tiffany               |            |
| 2005 | Hustle & Flow                                        | Shug                  |            |
| 2005 | Four Brothers                                        | Camille Mercer        |            |
| 2005 | Animal                                               | Ramona                |            |
| 2006 | Something New                                        | Nedra                 |            |
| 2007 | Smokin' Aces                                         | Sharice Watters       |            |
| 2007 | Talk to Me                                           | Vernell Watson        |            |
| 2008 | The Family That Preys                                | Pam Evans             |            |
| 2008 | The Curious Case of Benjamin Button                  | Queenie               |            |
| 2009 | Not Easily Broken                                    | Clarice Clark-Johnson |            |
| 2009 | Hurricane Season                                     | Dayna Collins         |            |
| 2009 | I Can Do Bad All By Myself                           | April Jones           |            |
| 2010 | Date Night                                           | Detective Arroyo      |            |
| 2010 | The Karate Kid                                       | Sherry Parker         |            |
| 2010 | Peep World                                           | Mary                  |            |
| 2010 | Once Fallen                                          | Pearl                 |            |
| 2011 | The Good Doctor                                      | Nurse Theresa         |            |
| 2011 | Taken from Me: The Tiffany Rubin Story               | Tiffany Rubin         |            |
| 2011 | Larry Crowne                                         | B'Ella                |            |
| 2011 | Laugh at My Pain                                     | Taraji                |            |
| 2011 | From the Rough                                       | Catana Starks         |            |
| 2012 | Think Like a Man                                     | Lauren Harris         |            |
| 2013 | Madly Madagascar                                     | Okapi                 | Voice role |
| 2014 | Think Like a Man Too                                 | Lauren Harris         |            |
| 2014 | No Good Deed                                         | Terri Granger         |            |
| 2014 | Top Five                                             | Herself               |            |
| 2016 | Term Life                                            | Samantha Thurman      |            |
| 2017 | Hidden Figures                                       | Katherine Johnson     | Filming    |

### Televiziune
| An(i)          | Titlu                               | Rol(uri)                        | Note                               |
| -------------- | ----------------------------------- | ------------------------------- | ---------------------------------- |
| 1997–1998      | Smart Guy                           | Mo'Nique                        | 3 episoade                         |
| 1999           | Sister, Sister                      | Leslie                          | Episode: "Two's Company"           |
| 1998           | ER                                  | Elan                            | Episode: "Split Second"            |
| 2001           | Murder She Wrote: The Last Free Man | Bess Pinckney                   | Movie                              |
| 2002–2004      | The Division                        | Inspector Washington            | 14 episodes                        |
| 2004           | All of Us                           | Kim                             | Episode: "In Through the Out Door" |
| 2005           | House                               | Moira                           | Episode: "Spin"                    |
| 2006           | CSI: Crime Scene Investigation      | Christina                       | Episode: "I Like to Watch"         |
| 2007–2008      | Boston Legal                        | Whitney Rome                    | 17 episodes                        |
| 2008           | Eli Stone                           | Angela Scott                    | 3 episodes in season 2             |
| 2010           | The Cleveland Show                  | Chanel Williams (voice)         | Episode: "Brotherly Love"          |
| 2011–2013 2015 | Person of Interest                  | Detective Jocelyn "Joss" Carter | 55 episodes                        |
| 2014           | Season Of Love                      | Jackie                          | Lifetime movie                     |
| 2015–present   | Empire                              | Cookie Lyon                     | Main role                          |
| 2015           | Saturday Night Live                 | Herself/host                    | April 11 episode                   |
| 2015           | Live! with Kelly and Michael        | Herself/co-host                 | March 16 episode                   |
| 2016           | Ice Age: The Great Egg-Scapade      | Ethel (voice)                   | Special                            |